# Male Češnjice
Male Češnjice este o localitate din comuna Ivančna Gorica, Slovenia, cu o populație de 89 de locuitori.